# Umidigi

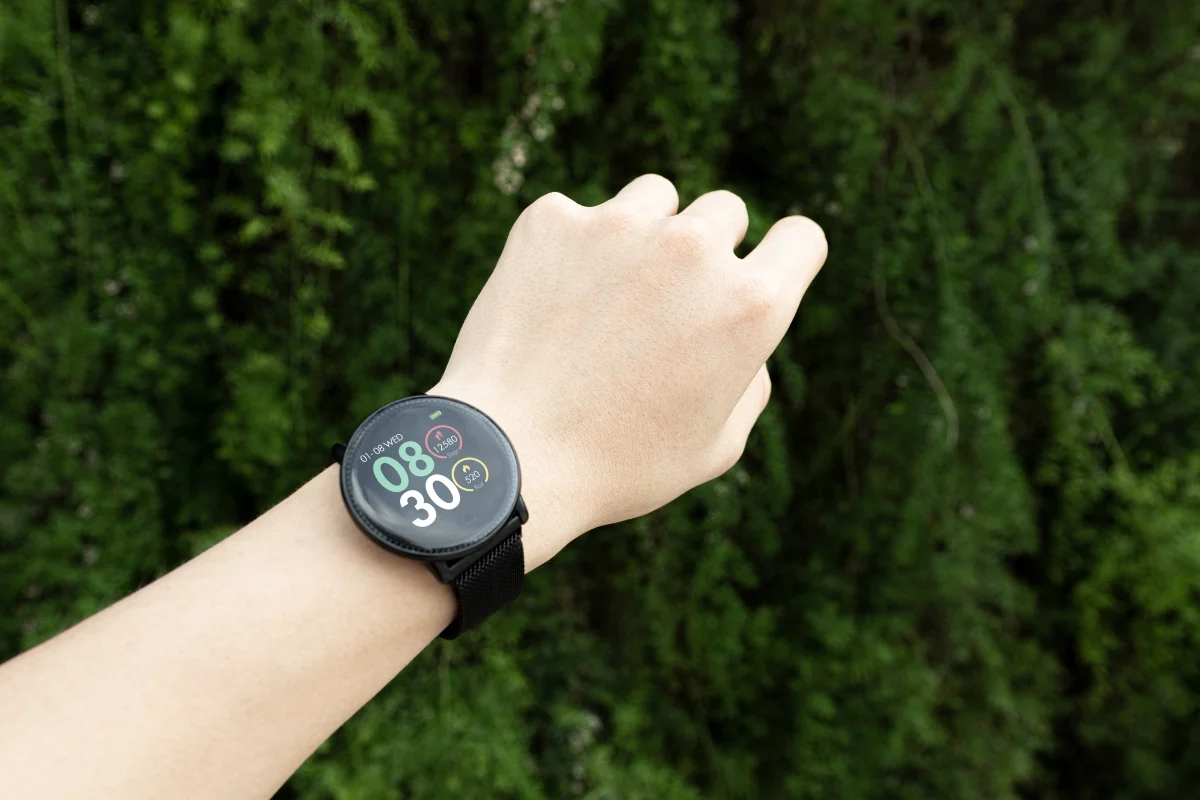
Smartwatch Umidigi Uwatch2

Umidigi Technology Co., Ltd. (chiń. 深圳优米智能科技有限公司) – chińskie przedsiębiorstwo elektroniczne, specjalizujące się w produkcji urządzeń mobilnych. Przedsiębiorstwo zostało założone w 2012 roku, a swoją siedzibę ma w Shenzhen (prowincja Guangdong).
Oferta Umidigi obejmuje telefony komórkowe, tablety, smartwatche i słuchawki. Pierwotnie marka funkcjonowała jako UMI. Debiutowała w 2012 roku smartfonem UMI X1. W 2014 roku doszło do ekspansji UMI na rynek europejski. Wariant telefonu Umidigi A9 był oferowany w Stanach Zjednoczonych pod nazwą „Freedom Phone”.
W 2021 roku pojawiły się zarzuty, że Umidigi naruszyło warunki licencji GPLv2, nie udostępniając kodu źródłowego jądra systemu dla telefonu Umidigi F2.